# Diecezja Suwon
Diecezja Suwon (łac. Dioecesis Suvonensis, kor. 천주교 수원교구) – rzymskokatolicka diecezja ze stolicą w Suwonie, w Korei Południowej. Biskupi Suwonu są sufraganami arcybiskupów seulskich.
31 grudnia 2010 w diecezji służyło 465 kapłanów, z czego 447 było Koreańczykami a 18 obcokrajowcami. 3 księży z tej diecezji pracowało na misjach. W seminarium duchownym kształciło się 176 alumnów.
W 2022 w diecezji służyło 161 braci i 1205 sióstr zakonnych.
Kościół katolicki na terenie diecezji prowadzi 1 szpital, 2 kliniki oraz 130 instytucji pomocy społecznej. W diecezji znajduje się również 1 katolicki uniwersytet dla osób świeckich.
Na terenie diecezji, w Anseong, znajduje się sanktuarium.

## Historia
7 października 1963 papież Paweł VI bullą Summi Pastoris erygował diecezję Suwon. Dotychczas wierni z tych terenów należeli do archidiecezji seulskiej.

## Biskupi Suwonu
- Victorinus Youn Kong-hi (1963 - 1973) w latach 1967 - 1970 także przewodniczący Konferencji Episkopatu Korei; następnie mianowany arcybiskupem Gwangju
- Angelo Kim Nam-su (1974 - 1997) w latach 1983 - 1989 także ordynariusz polowy Korei; w latach 1987 - 1993 także przewodniczący Konferencji Episkopatu Korei
- Paul Choi Deok-ki (1997 - 2009)
- Mathias Ri Iong-hoon (2009 - nadal) od 2020 także przewodniczący Konferencji Episkopatu Korei